# 土師豊麻呂
土師 豊麻呂（はじ の とよまろ、生没年不詳）は、奈良時代の貴族。従四位下・土師馬手または直広参・土師根麻呂の子。官位は従五位上・遣新羅大使。

## 経歴
元明朝の和銅8年（715年）従六位下から四階昇進して従五位下に叙爵する。元正朝の養老7年（723年）大伴祖父麻呂・津守通らとともに従五位下から従五位上に昇叙された。
神亀元年（724年）8月に遣新羅大使に任ぜられるが、前回の養老6年（722年）の遣新羅使・津主治麻呂（正七位下）よりも正使の位階が高く、聖武天皇の即位を知らせるべく派遣されたものと想定される。翌神亀2年（725年）5月に日本に帰朝している。

## 官歴
『続日本紀』による。
- 時期不詳：従六位下
- 和銅8年（715年） 正月10日：従五位下（越階）
- 養老7年（723年） 正月10日：従五位上
- 神亀元年（724年） 8月21日：遣新羅大使

## 系譜
- 父：土師馬手[2]または土師根麻呂[3][4]
- 母：不詳
- 生母不詳の子女
  - 男子：土師冠[4]
  - 男子：土師位[4]